# Pilar (Córdoba)
 For alternative betydninger, se Pilar (flertydig). (Se også artikler, som begynder med Pilar)
Pilar er en by i den centrale del af Argentina med et indbyggertal på ca. 14.735 (2010) indbyggere. Byen ligger i den centrale del af provinsen Córdoba, ca. 600 kilometer nordvest for Argentinas hovedstad Buenos Aires.